# Bagsværd (plaats)
Bagsværd is een voorstad van Kopenhagen in de gemeente Gladsaxe, op ongeveer 12 km ten noordwesten van de Deense hoofdstad. Het stadscentrum wordt gedomineerd door de Bagsværd-torens, twee hoge appartementenblokken. Bagsværd wordt door de S-trein verbonden en heeft drie stations, Skovbrynet, Bagsværd en Stengården.

## Geboren
- Noah Nartey (2005), Deens-Ghanees voetballer